# 초그래프

하이퍼그래프의 예

그래프 이론에서, 초그래프(영어: hypergraph 하이퍼그래프[*])는 한 변이 여러 꼭짓점을 연결할 수 있는, 그래프의 일반화이다. 전자공학에서는 게이트와 넷으로 구성된 디지털 회로를 꼭짓점과 원, 점선 등으로 알기 쉽게 표현하고 이것으로 회로를 분석에 사용한다.

## 정의
초그래프 {\displaystyle H=(V,E)}는 다음과 같은 데이터로 주어진다.
- 집합 {\displaystyle V}. 그 원소를 꼭짓점이라고 한다.
- {\displaystyle E\subseteq {\mathcal {P}}(V)}. 그 원소를 초변(영어: hyperedge 하이퍼에지[*])이라고 한다. {\displaystyle e\in E}의 원소를 {\displaystyle e}의 끝점(영어: endpoint)이라고 한다. 하나의 끝점만을 갖는 변을 고리(영어: loop)라고 한다.

두 초그래프 {\displaystyle H=(V,E)}와 {\displaystyle H'=(V',E')} 사이의 사상은 다음 조건을 만족시키는 함수 {\displaystyle f\colon V\to V'}이다.
- 임의의 {\displaystyle e\in E}에 대하여, {\displaystyle f[e]\in E'}

유향 초그래프(영어: directed hypergraph) {\displaystyle H=(V,E)}는 다음과 같은 데이터로 주어진다.
- 집합 {\displaystyle V}. 그 원소를 꼭짓점이라고 한다.
- {\displaystyle E\subseteq {\mathcal {P}}(V)\times {\mathcal {P}}(V)}. 그 원소를 초호(영어: hyperarc 하이퍼아크[*])이라고 한다. {\displaystyle e}의 첫 번째 성분의 원소를 {\displaystyle e}의 시점(영어: source), {\displaystyle e}의 두 번째 성분의 원소를 {\displaystyle e}의 종점(영어: target)이라고 한다.

두 유향 초그래프 {\displaystyle H=(V,E)}와 {\displaystyle H'=(V',E')} 사이의 사상은 다음 조건을 만족시키는 함수 {\displaystyle f\colon V\to V'}이다.
- 임의의 {\displaystyle (e_{1},e_{2})\in E}에 대하여, {\displaystyle (f[e_{1}],f[e_{2}])\in E'}

### 다중 초그래프
다중 초그래프(영어: multihypergraph) {\displaystyle H=(V,E,\partial )}는 다음과 같은 데이터로 주어진다.:1, §1.1
- 집합 {\displaystyle V}. 그 원소를 꼭짓점이라고 한다.
- 집합 {\displaystyle E}. 그 원소를 초변이라고 한다.
- 함수 {\displaystyle \partial \colon E\to {\mathcal {P}}(V)}. {\displaystyle \partial e}의 원소를 {\displaystyle e}의 끝점이라고 한다. 하나의 끝점만을 갖는 변을 고리라고 한다.

두 다중 초그래프 {\displaystyle H=(V,E,\partial )}와 {\displaystyle H'=(V,E,\partial ')} 사이의 사상 {\displaystyle (f,g)}는 다음과 같은 데이터로 주어진다.
- 함수 {\displaystyle f\colon V\to V'}
- 함수 {\displaystyle g\colon E\to E'}

이는 다음 조건을 만족시켜야 한다.
- {\displaystyle f\circ \partial =\partial '\circ g}

범주론적으로, 다중 초그래프와 그 사상의 범주 {\displaystyle \operatorname {MHGraph} }는 쉼표 범주
{\displaystyle \operatorname {MHGraph} =\operatorname {Set} \downarrow {\mathcal {P}}}
이다.:1, Example 1.1 여기서 자기 함자 {\displaystyle {\mathcal {P}}\colon \operatorname {Set} \to \operatorname {Set} }는 멱집합 자기 함자
{\displaystyle {\mathcal {P}}(V)=\{S\colon S\subseteq V\}}
{\displaystyle {\mathcal {P}}(f)\colon S\mapsto f(S)}
이다.
유향 다중 초그래프(영어: directed multihypergraph) {\displaystyle H=(V,E,s,t)}는 다음과 같은 데이터로 주어진다.:95, §6.1
- 집합 {\displaystyle V}. 그 원소를 꼭짓점이라고 한다.
- 집합 {\displaystyle E}. 그 원소를 초호라고 한다.
- 함수 {\displaystyle s\colon E\to {\mathcal {P}}(V)}. {\displaystyle s(e)}의 원소를 {\displaystyle e}의 시점이라고 한다.
- 함수 {\displaystyle t\colon E\to {\mathcal {P}}(V)}. {\displaystyle s(e)}의 원소를 {\displaystyle e}의 종점이라고 한다.

두 유향 다중 초그래프 {\displaystyle H=(V,E,s,t)}와 {\displaystyle H'=(V',E',s',t')} 사이의 사상 {\displaystyle (f,g)}는 다음과 같은 데이터로 주어진다.
- 함수 {\displaystyle f\colon V\to V'}
- 함수 {\displaystyle g\colon E\to E'}

이는 다음 두 조건을 만족시켜야 한다.
- {\displaystyle f\circ s=s'\circ g}
- {\displaystyle f\circ t=t'\circ g}

범주론적으로, 유향 다중 초그래프와 그 사상의 범주 {\displaystyle \operatorname {DMHGraph} }는 쉼표 범주
{\displaystyle \operatorname {DMHGraph} =\operatorname {Set} \downarrow {\mathcal {P}}\times {\mathcal {P}}}
이다.:1, Example 1.1 여기서 자기 함자 {\displaystyle {\mathcal {P}}\times {\mathcal {P}}\colon \operatorname {Set} \to \operatorname {Set} }는 두 멱집합 자기 함자 {\displaystyle {\mathcal {P}}\colon \operatorname {Set} \to \operatorname {Set} }의 화살표 범주 {\displaystyle \operatorname {Set} ^{\rightarrow }}에서의 곱이다.

## 같이 보기
- 전자 설계 자동화

## 참고 문헌
1. 1 2  Bretto, Alain (2013). 《Hypergraph theory. An introduction》. Mathematical Engineering (영어). 함: Springer. doi:10.1007/978-3-319-00080-0. ISBN 978-3-319-00079-4. ISSN 2192-4732. LCCN 2013932774. Zbl 1269.05082.
2. 1 2  Jäkel, Christian (2015). “A coalgebraic model of graphs” (영어). arXiv:1508.02169 [math.CO]. doi:10.48550/arXiv.1508.02169.